# Пясецкий, Павел Яковлевич
Па́вел Я́ковлевич Пясе́цкий (26 октября 1843, Орёл — 6 марта 1920, Петроград) — русский врач, путешественник, художник, писатель, коллежский советник.

## Биография

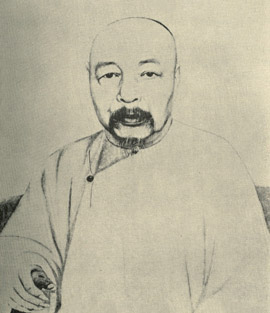
Портрет Цзо Цзунтана работы Пясецкого

Родился 26 октября (7 ноября) 1843 года в Орле. Как и его братья, Игнат и Николай, учился в Орловской гимназии, куда был принят в 1855 году во 2-й класс. После окончания гимназии (1861) учился на медицинском факультете Московского университета.
Уже в молодые годы у него проявилась любовь к рисованию. Во время учёбы Пясецким были сделаны сотни рисунков по анатомии, гистологии, судебной медицине, акушерству, кожным болезням, служившие в качестве учебных пособий.

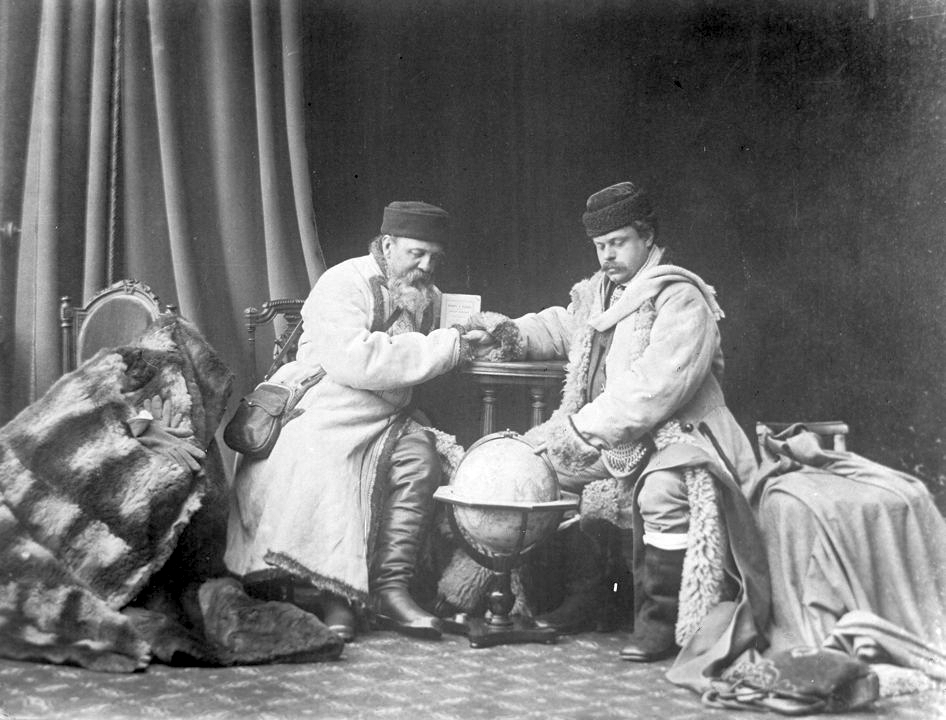
Путешественники на Северный полюс. Портрет П. Я. Пясецкого и неизвестного мужчины.

Отдав предпочтение хирургии, он стал последователем французского хирурга Ж. Ревердена, который в 1869 году разработал метод пересадки кожи. Работая в этом направлении, Пясецкий явился одним из первых русских учёных, обогативших трансплантологию новыми способами. Разработанная им в 1870 году операция получила известность в медицине как «метод Пясецкого». В 1871 году он получил степень доктора медицины за диссертацию «О возрождении эпителия».
После защиты диссертации Пясецкий переехал в Санкт-Петербург, где служил в Главном военно-медицинском управлении, в свободное время посещая мастерскую художника П. П. Чистякова в Академии художеств в качестве вольнослушателя.
В 1872 году поступил на военную службу, которую начал по линии Военно-медицинского управления. Когда в 1874 году была снаряжена экспедиция полковника Ю. А. Сосновского в Китай, Пясецкий был прикомандирован к ней в качестве врача и художника. Из своих рисунков Пясецкий составил свою первую картину-панораму «От середины Китая до Западной Сибири». Кроме этого, им были собраны минералогическая, ботаническая, зоологическая и этнографическая коллекции, написана книга «Путешествие по Китаю». Книга была отмечена большой золотой медалью Императорского русского географического общества.
Во время русско-турецкой войны 1877—1878 годов Пясецкий находился в действующей армии, в качестве военного врача в Шипкинском отряде. Здесь он, умирая от тифа, написал воспоминания «Два месяца в Габрове». Однако ему суждено было выздороветь.
Не менее известной заслугой П. Я. Пясецкого стало внедрение в отечественную медицинскую практику кефира, который до этого времени почти не был известен в России. Он привёз его из непродолжительной поездки по Северному Кавказу. Хотя впервые свойства кефира были рассмотрены в 1867 году медиками Джогиным и Сиповичем, Пясецкий одним из первых, наряду с Мечниковым, стал пропагандировать лечебные свойства кефира, чем внёс свою лепту в его распространение в пищевом рационе жителей России. В 1883 году он сделал доклад на эту тему на заседании Общества русских врачей в Санкт-Петербурге.
В 1894—1900-х годах по заказу комитета по сооружению Сибирской железной дороги Пясецкий изготовил гигантскую движущуюся панораму Транссиба, которая была представлена на Всемирной выставке 1900 года в Париже. За эту панораму он был удостоен Ордена Почётного легиона.
В 1897 году ездил в качестве художника в Англию на крейсере «Россия» на юбилей королевы Виктории. В 1902 году посетил Болгарию, а в 1903 году совершил поездку на Дальний Восток, в свите военного министра Алексея Куропаткина.

### «Панорама Персии»

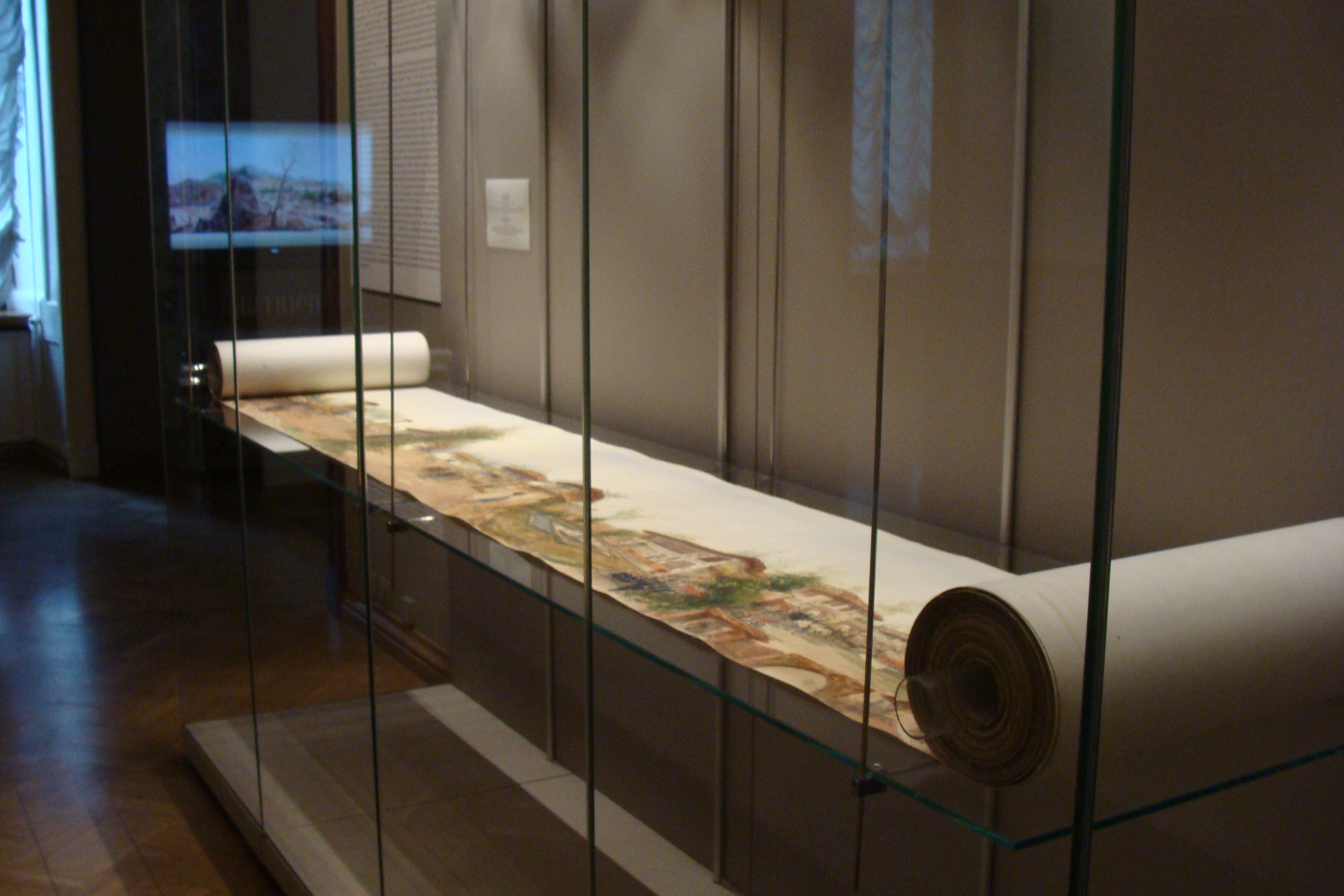
Рулон «Панорамы Персии» Пясецкого, временная выставка, Эрмитаж 2015

В январе 1895 года Пясецкий был приглашен Куропаткиным участвовать в Чрезвычайном посольстве «России в Тегеран „для выполнения высочайше возложенного на него [Куропаткина] чрезвычайного поручения“ — сообщения о восшествии на российский престол императора Николая II». Куропаткин взял Пясецкого с собою, чтобы он делал зарисовки трудного и живописного пути. Действительно, «[р]езультатом этого путешествия и стала „Персидская панорама“». Она показывает путь по «Шахской дороге» от города Энзели через Решт и Казвин в Тегеран. Пясецкий окончил писать панораму, акварель на бумаге, в феврале 1895 г. в Ашхабаде. Длина целого рулона 59,6 м, высота 48,5 см. Сейчас он находится в Эрмитаже, куда поступил из Центрального географического музея в Санкт-Петербурге.
Пясецкий показал свою «Панораму Персии» на Всемирной выставке 1900 года в Париже, где 7 августа видел её персидский шах Мозафареддин.
С 8 сентября 2015 года «Панорама Персии» экспонировалась в Эрмитаже в зале номер 389 на временной выставке «Культура и искусство Ирана VIII-начала XX веков», приуроченной к проведению в Государственном Эрмитаже VIII Европейской конференции по иранистике (14-19.09.2014). Для завершения показаний панорамы издана книга про неё.

## Сочинения
- К вопросу о прививании кожи (Микроскоп. исслед.). — [Москва]: Унив. тип. (Катков и К°), ценз. 1871. — 14 с.
- О санитарных условиях и медицине Китая. — М.: Унив. тип. (Катков), 1876. — 68 с.[9]
- «Два месяца в Габрове. Из военных воспоминаний». 1877—1878 // Вестник Европы. — 1878, IX; 1883, X)
- Путешествие по Китаю в 1874-1875 гг. (через Сибирь, Монголию, Восточный, Средний и Северо-Западный Китай) [Текст]: из дневника члена экспедиции П. Я. Пясецкаго: в 2 т. — СПб.: Тип. М. Стасюлевича, 1880.  
  - Том 1.
  - Том 2
- Неудачная экспедиция в Китай 1874-1875 гг. В ответ на защиту Сосновскаго по поводу книги «Путешествие по Китаю». — СПб.: Тип. М. Стасюлевича, 1881. — 298, II с.
- Суд над полковником Сосновским. — СПб.: тип. А.С. Суворина, 1883. — [2], II, 82, 2 с.
- Russian travellers in Mongolia and China. In 2 vol. — London: Chapman & Hall, 1884. (англ.)
- Vol. 1. — 321 с.
- Vol. 2. — 315 с.

## Картины-панорамы
- «От середины Китая до Западной Сибири» (72 м)
- «Панорама закаспийской железной дороги». 170 аршин (120 м).
- «Панорама Персии» (59,6 м на 48,5 см). Выставлялась на всемирной выставке 1900 года в Париже и в 2015 на выставке Культура и искусство Ирана VIII-начала XX веков в Эрмитаже
- «Великий Сибирский путь». 1285 аршин (914 метров). Выставлялась на всемирной выставке 1900 года в Париже.
- «Москва в дни священного коронования 1896 года» (90 аршин)
- «Пребывание Их Императорских Величеств во Франции» (150 аршин)
- «Вторичное посещение Их Императорскими Величествами Франции»
- «Торжества по случаю шипкинской победы»
- «Воспоминания о турецкой войне»